# Tifón Vongfong (2014)
El tifón Vongfong, conocido en Filipinas como: tifón Ompong (designación internacional: 1419, designación JTWC: 19W), fue el ciclón tropical más intenso de todo el 2014, el cual impactó a Japón como un amplio sistema en octubre. Siendo la decimonovena tormenta tropical y el noveno tifón de la temporada anual de tifones, el sistema impactó de forma indirecta a las Filipinas y Taiwán. Los daños estimados confirmados del tifón sobrepasaron los USD $48 millones (2014), principalmente por el hundimiento de un buque de investigación taiwanés. Al menos 9 personas fallecieron a lo largo del trayecto del tifón en esos países. El nombre Vongfong fue aportado por la Región Administrativa Especial de Macao y significa «avispa» (黄蜂) en chino.
Ambas agencias: la JMA y la JTWC promovieron al Vongfong a tormenta tropical el 3 de octubre. Bajo un entorno de cizalladura de viento débil y excelente frente de ráfaga, el Vongfong se intensificó a tifón al este de Guam el 5 de octubre. Después de esto, una subsidencia y otra cizalladura vertical de viento de moderada a fuerte impidieron al tifón a intensificarse. El 7 de octubre, la PAGASA nombró al sistema como Ompong, mientras entró a la fase de rápida intensificación debido a una celda de la vaguada troposférica superior tropical o TUTT. La JTWC clasificó al Vongfong como el sexto supertifón del año, brevemente antes que alcanzara su pico de intensidad con un ojo redondeado a finales de ese día.
Manteniendo su pico de intensidad por un día, el Vongfong empezó a debilitarse gradualmente el 9 de octubre, debido a su ciclo de reemplazamiento de pared de ojo. Desde el 10 de octubre, la estructura del tifón decayó más y perdió totalmente su ojo al día siguiente mientras pasaba a través de Okinawa. Pero días antes pegó un Vongfonazo cerca de Japón. Debido a los vientos del oeste de mediana latitud, el Vongfong se expusio parcialmente y aceleró al este-noreste el 12 de octubre y tocó tierra sobre Kyushu. El sistema continuó pasando sobre las islas principales de Japón y se debilitó a tormenta tropical severa el 13 de octubre, antes de convertirse en ciclón extratropical el 14 de octubre.

## Historial meteorológico
El 30 de septiembre, una perturbación tropical empezó a persistir cerca del atolón Ebon de las islas Marshall, antes que la Agencia Meteorológica de Japón (JMA por sus siglas en inglés) empezara a monitorearlo como un área de baja presión a inicios del siguiente día. Debido al incremento en su consolidación y condiciones favorables, el Centro Conjunto de Advertencia de Tifones (JTWC por sus siglas en inglés) emitió una Alerta de Formación de Ciclón Tropical (Tropical Cyclone Formation Alert, TCFA por sus siglas en inglés) a inicios del 2 de octubre, antes que la JMA promoviera al sistema a depresión tropical. Un día y medio después, la JTWC promovió al sistema como la depresión tropical Diecinueve-W (19W), así como las imágenes en microondas ya mostraban bandas formativas. Cuando la depresión tropical se desplazaba a lo largo de la periferia sur de una profunda cresta subtropical, la JMA inició a emitir avisos de ciclón tropical a las 00:00 UTC del 3 de octubre, antes que la JTWC promoviera al sistema a tormenta tropical debido a una consolidación significativa. A mediodía, la JMA lo promovió a tormenta tropical y lo nombró: Vongfong (en español: avispa), cuando la banda nubosa fragmentada se estaba acoplando ampliamente al centro de circulación de magnitud baja lentamente consolidada, con la presencia de un aparente ojo.

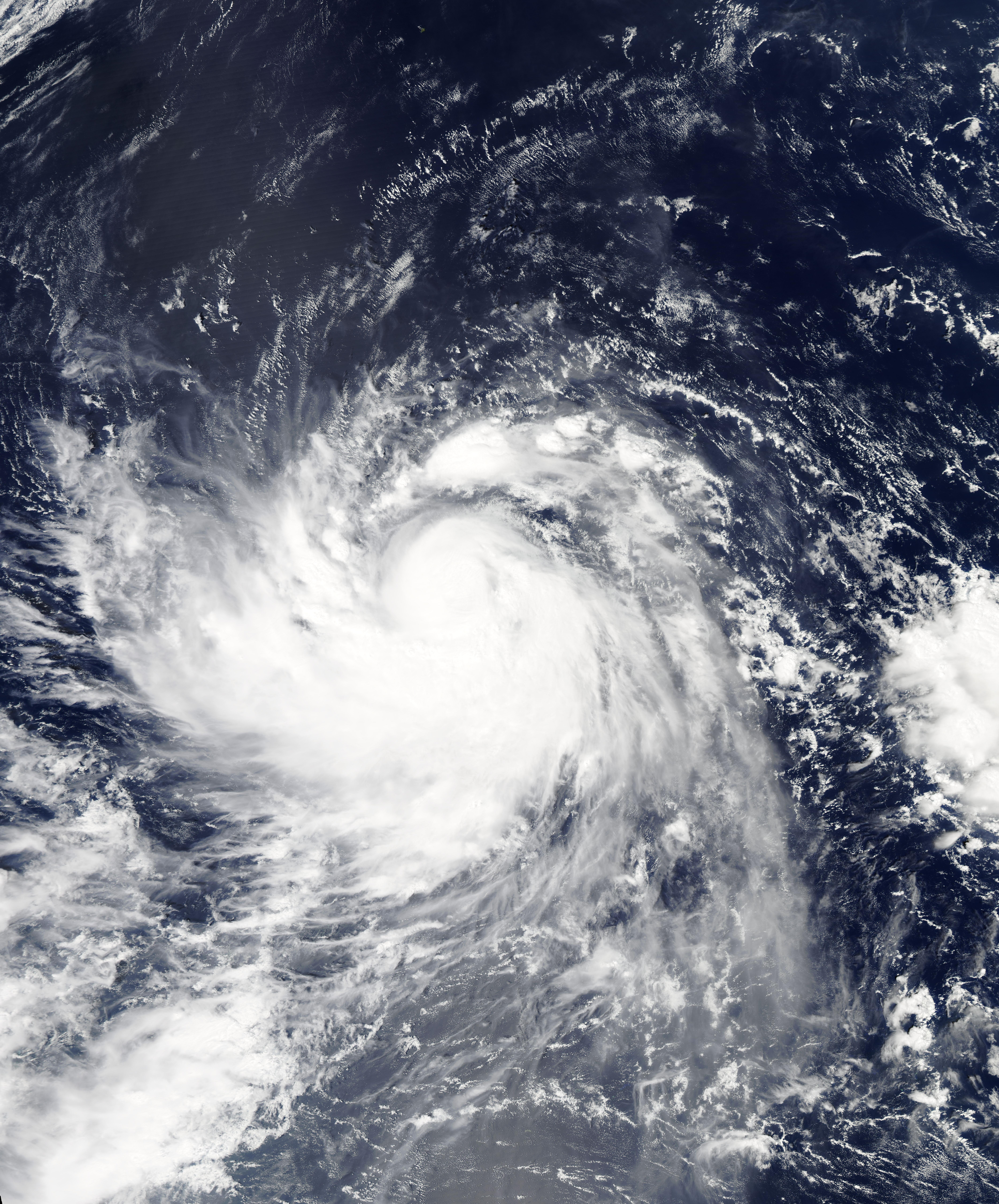
El tifón Vongfong al oeste de las islas Marianas el 6 de octubre.

Bajo la presencia de una cizalladura vertical de viento débil y un excelente frente de ráfaga, la JTWC indicó que el Vongfong se había intensificado a tifón a las 06:00 UTC del 4 de octubre, así como la JMA lo promovió a la categoría de tormenta tropical severa a mediodía. Con un canal noreste mejorado en una celda de vaguada troposférica superior tropical (TUTT por sus siglas en inglés), la tormenta brevemente formó un ojo en forma de alfiler el 5 de octubre y fue promovido a tifón por la JMA a 330 kilómetros al este de Guam a las 09:00 UTC. Sin embargo, un área de subsidencia al norte del sistema y una cizalladura de viento de moderada a fuerte empezaron a impactar el desarrollo del Vongfong tiempo después. El tifón estuvo luchando por desarrollarse más a inicios del 6 de octubre, cuando las bandas convectivas fragmentadas estaban acoplándose nuevamente al centro de circulación de magnitud baja reconsolidado. En la segunda mitad del día, las imágenes en microondas revelaron que una estructura espesa de pared de ojo se había formado bajo una extensa nubosidad central densa y un nuevo, pero extenso ojo en desarrollo. Por otra parte la cizalladura vertical de viento moderada estaba siendo desplazada por un excelente flujo ecuatorial y el desplazamiento del Vongfong, cuando pasaba a través de las islas Marianas del Norte.
Por un breve período de tiempo, el Vongfong entró al Área de Responsabilidad Filipina (PAR por sus siglas en inglés) a las 06:00 UTC del 7 de octubre, donde la PAGASA lo nombró: Ompong. El sistema inició una fase de rápida intensificación a inicios de ese día, debido a al influencia débil de la cizalladura y múltiples mecanismos de flujo de ráfagas, incluyendo una celda TUTT posicionada al este. La JTWC lo promovió a supertifón a mediodía, a medida que el sistema había formado un ojo circular de 40 kilómetros de diámetro y rodeado por un simétrico anillo de convección intensa. El Vongfong alcanzó su máximo pico de intensidad seis horas después, cuando el número T o "T-number" de la clasificación Dvorak del sistema había incrementado a 7,5 según la JMA y JTWC. Como resultado, la JMA indicó que los vientos máximos sostenidos en diez minutos habían incrementado a 215 km/h (130 mph, 110 nudos), así como la presión barométrica había bajado a los 900 hectopascales (hPa, 26,58 inHg). La JTWC también indicó que el Vongfong se había convertido en un supertifón de categoría cinco en la escala de huracanes de Saffir-Simpson, con vientos máximos sostenidos de 285 km/h (185 mph, 155 nudos). Adicionalmente, aunque el tifón aún se desplazaba generalmente al oeste, disminuyó notablemente su desplazamiento debido a una cresta subtropical débil.
El sistema continuó manteniendo su pico de intensidad y se desplazó al oeste-noroeste el 8 de octubre, aunque la JTWC indicó que la pared de ojo se había calentado ligeramente. Habiendo mantenido su pico de intensidad y la categoría cinco por 30 horas, el Vongfong empezó a debilitarse gradualmente y formó una segunda pared de ojo el 9 de octubre, debido al calentamiento general de las nubes convectivas y el ciclo de reemplazamiento de pared de ojo. La JMA reportó que la estructura del Vongfong se había ampliado en la tarde. Por otra parte, el sistema inició a desplazarse al norte a lo largo de la periferia oeste de una extensión de la cresta subtropical, así como el flujo de canal de aire fue ligeramente disminuido debido a la celda TUTT llena el cual mejoró su flujo. A inicios del 10 de octubre, la JTWC degradó al Vongfong a tifón, a medida que el ojo se rasgó y se cubrió de nubosidad, rodeado de una elongada convección. Luego, el tifón giró al norte-noroeste debido a la formación de otra cresta subtropical al norte, cuando el frente de ráfaga bien establecido estaba adherida a la circulación debido a los vientos de latitud media occidentales.

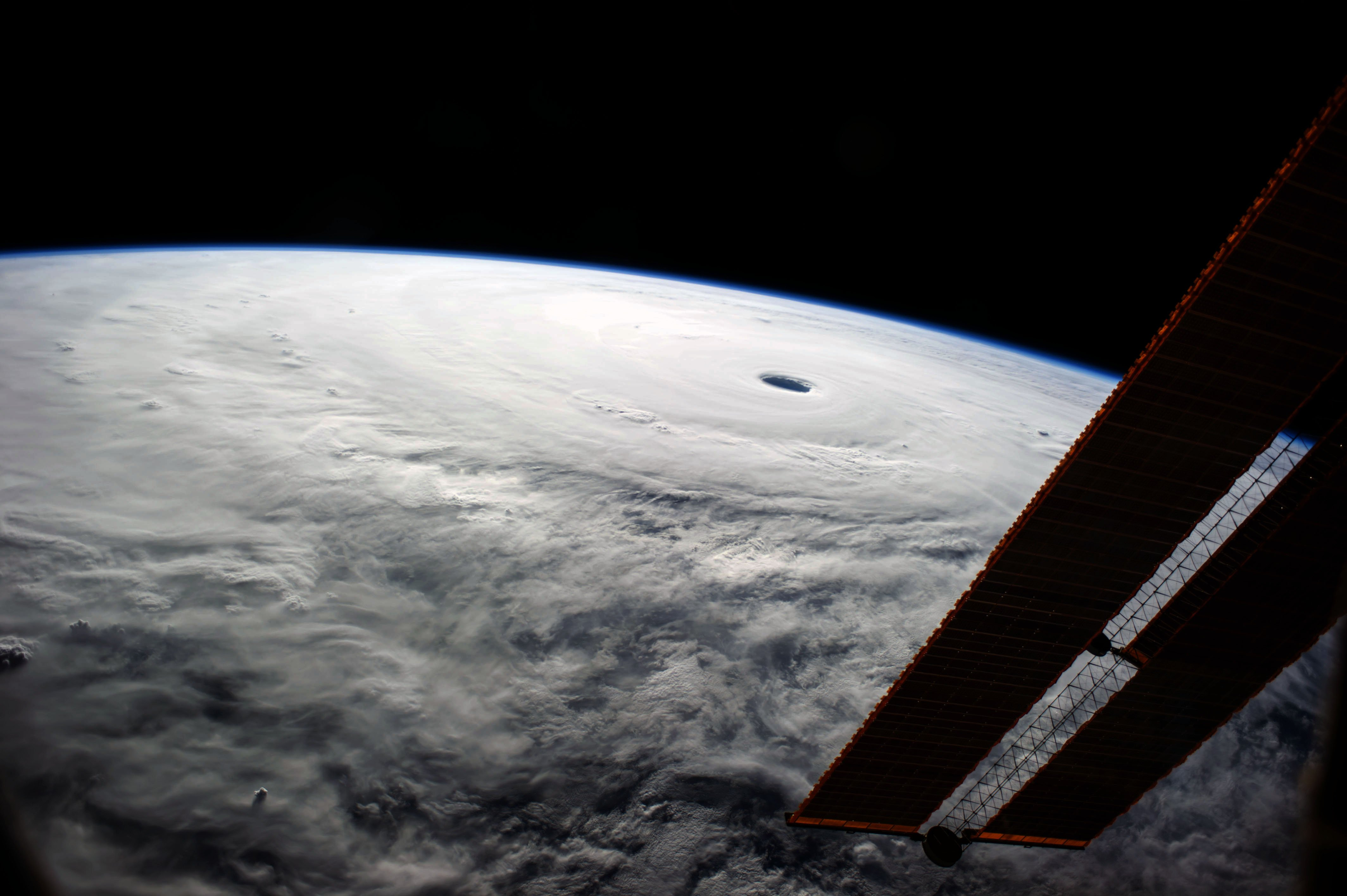
El Vongfong visto desde la Estación Espacial Internacional, el 9 de octubre de 2014.

El Vongfong perdió totalmente su ojo debido al incremento de la cizalladura vertical de viento al suroeste el 11 de octubre, aunque su circulación se elongó más. Luego de cruzar la isla de Okinawa y entrar en el mar de la China Oriental a las 15:30 UTC, la estructura del Vongfong decreció más, resultando en el inicio de su tendencia debilitatoria. El 12 de octubre, la organización convectiva también disminuyó, con un pequeño clúster de convección contenido en el flanco norte. Además, se observó el aire frío proveniente de la nubosidad estratocumular entrando a la periferia oeste del sistema, mientras el centro de circulación de magnitud baja se expuso parcialmente y se elongó por la cizalladura de viento intensa. Debido a estas razones, la JTWC degradó al Vongfong a tormenta tropical a inicios de ese día. El sistema aceleró al este-noreste a lo largo de la periferia noroeste de la cresta subtropical e hizo contacto con tierra sobre Makurazaki, prefectura de Kagoshima a las 22:30 UTC, antes que la JMA lo degradase a tormenta tropical severa solo media hora después.
El 13 de octubre, el Vonfong tocó tierra sobre Sukumo, prefectura de Kōchi a las 05:30 UTC y en Kishiwada, prefectura de Osaka a las 11:30 UTC, luego el sistema inició su transición a ciclón extratropical debido a la formación de varios sistemas frontales débiles. La convección profunda aislada fue desplazada sobre el cuadrante este del centro de circulación de magnitud baja expuesto debido a la cizalladura vertical de viento intensa. El Vongfong se convirtió completamente a ciclón extratropical a las 00:00 UTC del 14 de octubre, antes de que el sistema saliera a la costa del Pacífico de la región de Tōhoku. A finales del 16 de octubre, el sistema extratropical cruzó la línea internacional de cambio de fecha. La tormenta se dividió en dos sistemas al sur de la península de Alaska durante la tarde del 17 de octubre; sin embargo, la borrasca que constituyó los remanentes del Vongfong fueron absorbidos en una nueva tormenta sólo varias horas después, a inicios del 18 de octubre.

## Preparaciones e impacto

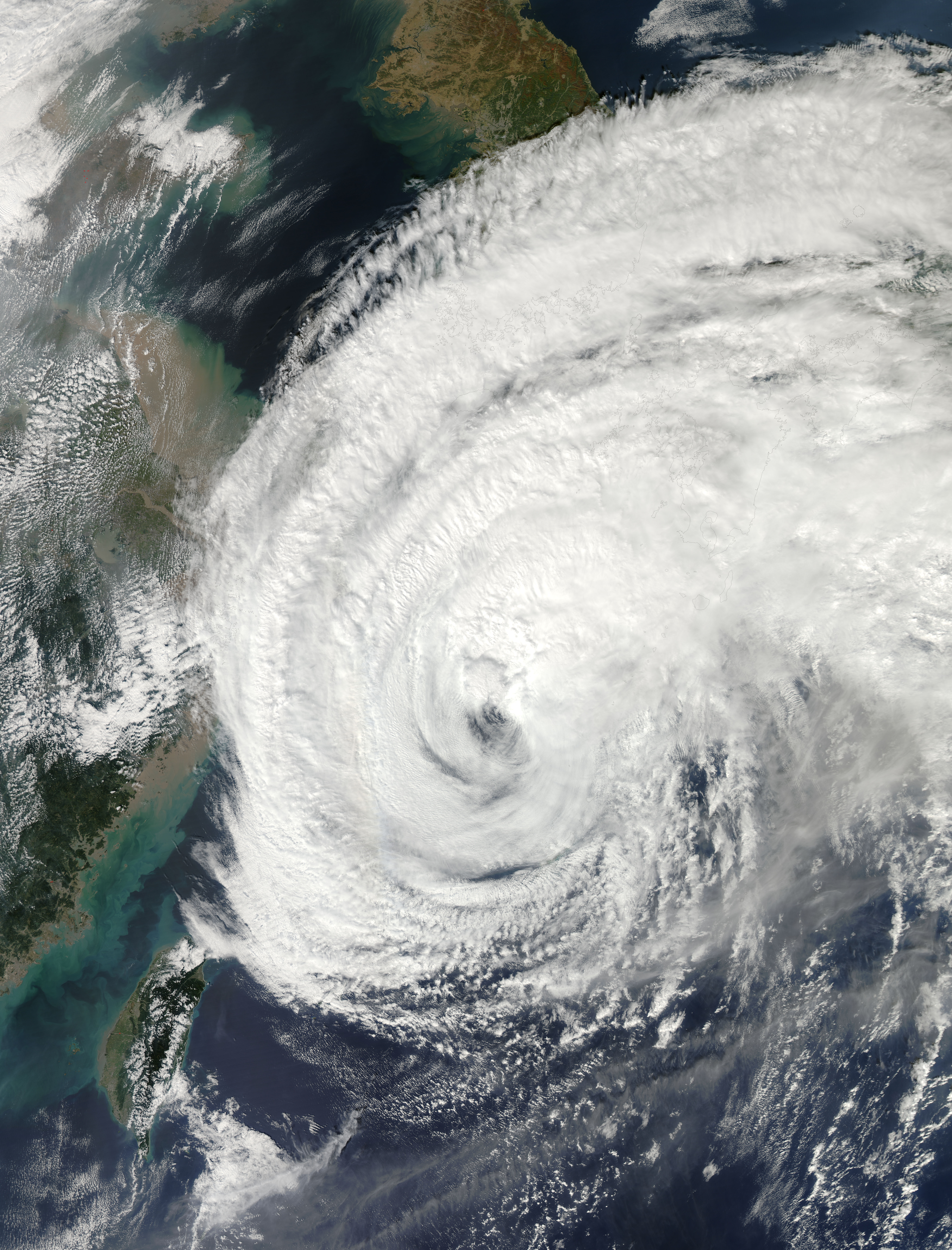
El Vongfong aproximándose a las islas Kyushu de Japón el 12 de octubre.

### Islas Marianas
El Vongfong afectó a las islas Marianas como un tifón de categoría dos en proceso de intensificación, el día 5 de octubre. La estimación total de las cifras de pérdidas en el Sistema de Educación Pública son aproximadamente USD $30.000 y el gobierno central del archipiélago desembolsó USD $50.000 para la gestión del desastre y la coordinación de la ayuda con los municipios de Tinian y Rota.

### Filipinas
El tifón Ompong, nombre conocido en este país y en conjunto con una zona de convergencia intertropical, trajo inundaciones repentinas en varias partes de Bisayas y Mindanao. La región de Luzón experimentó vientos huracanados del noreste provocados por el tifón. La PAGASA había avisado sobre las condiciones inestables en las áreas costeras del este del archipiélago, mientras el sistema alcanzó su máximo pico de intensidad. Según la National Disaster Risk Reduction and Management Council (NDRRMC), la cifra de fatalidades fue de 4, debido a las severas inundaciones. Los daños materiales fueron calculados en 62,6 millones de pesos filipinos (unos USD 1,4 millones).

### Taiwán
El Ocean Researcher V (海研五號), un extenso buque de investigación el cual costó 1,46 mil millones de TWD (unos USD $47,98 millones) y construido por el gobierno taiwanés, se hundió frente a la costa de Penghu a las 20:11 TST (12:11 UTC) del 10 de octubre, mientras se desplazaba sobre un arrecife cuando salió en la tarde del 10 de octubre, debido posiblemente a las marejadas ciclónicas en el estrecho de Formosa provocadas por el tifón. Aunque 45 personas a bordo fueron rescatadas, 2 investigadores murieron, mientras 24 más resultaron lesionadas. En esas dos fatalidades, a uno se le declaró muerto al llegar al hospital y el otro después de varios esfuerzos titánicos de los médicos para poder salvarlo.

### Japón
Conocido como “Typhoon No. 19” (台風第19号?), el sistema dejó algunos daños por todo el país. El 14 de octubre, un hombre de 90 años de edad fue hallado muerto en un acueducto en la ciudad de Yazu, prefectura de Tottori, mientras otro de 72 años de edad en Shikokuchūō, prefectura de Ehime murió al ser arrastrado por la corriente mientras manejaba en su camioneta en un estanque. Otro más desapareció y tres más fueron llevados por la corriente en Chichibu, prefectura de Saitama el 12 de octubre, esta persona desaparecida fue hallado muerto tiempo después. Además, el Vongfong provocó al menos 96 lesionados en las 23 prefecturas de Japón. 33 personas en la prefectura de Okinawa fueron heridas, incluyendo a una niña de 9 años de edad en Naha y un joven de 20 años en Itoman cuando sus dedos quedaron prensados en unas puertas. 14 personas en la Prefectura de Hyōgo resultaron lesionadas, incluyendo a una mujer de 56 años de edad en Kobe cuando se cayó de su bicicleta al que manejaba por los fuertes vientos. Los daños en la agricultura fueron estimados en 856 millones de yenes (unos USD $8,5 millones).